# Uovo dei trofei d'amore
L'Uovo dei trofei d'amore o uovo culla con ghirlandeè una delle uova imperiali Fabergé: un uovo di Pasqua gioiello che venne regalato per la Pasqua del 1907 alla zarina madre Dagmar di Danimarca dal figlio Nicola II. Per la stessa occasione, lo zar donò alla moglie l'Uovo pergola di rose.

## Proprietari
L'uovo è stato esposto per l'ultima volta nel 1989 a San Diego. È stato poi venduto a New York da Sotheby's e si ritiene che possa appartenere a Robert M. Lee.

## Descrizione
L'uovo, in stile Luigi XVI, è d'oro smaltato in azzurro traslucido su sfondo guilloché, decorato con una elaborata fascia composta da una serie di pannelli ovali di smalto color ostrica contornati da rami e foglie smaltate in verde smeraldo traslucido, una rosa dipinta a smalto copre i punti dove gli ovali si toccano e i rami si incrociano.
Più in basso è posta un'altra fascetta d'oro colorato, sbalzata con volute e acanto.
L'uovo è sormontato da un cestino d'oro traforato, decorato con festoni di perle, pieno di rose smaltate tra fogliame incastonato di diamanti taglio rosetta.
L'uovo è appoggiato orizzontalmente in una culla, formata da una fascia d'oro sbalzata con corone d'alloro aventi al centro una rosetta, sostenuta da quattro colonne modellate come trofei d'amore a forma di faretre smaltate d'azzurro e piene di frecce di Cupido incastonate di diamanti.
Ad ogni colonna e tra una colonna e l'altra, sono appesi pesanti festoni di rose e foglie smaltate, incastonate con diamanti taglio rosetta e perle.
Il tutto è sorretto da una base ovale scolpita in onice bianco che poggia su quattro piedini cesellati in oro colorato, intarsiata con rettangoli di smalto azzurro decorati con fasce di alloro sbalzato in oro verde e rosette in oro rosso.

### Sorpresa
La sorpresa ora perduta è descritta sulla fattura originale come "un cavalletto smaltato bianco con un rubino, perle e diamanti taglio-rosetta, una miniatura dei Bambini imperiali".